# Grevenbroich
Grevenbroich (IPA: [ˌɡʁeːvn̩ˈbʁoːχ]) è una città di 63 922 abitanti della Renania Settentrionale-Vestfalia, in Germania.
Appartiene al distretto governativo di Düsseldorf ed al circondario del Reno-Neuss.
Grevenbroich possiede lo Status di "Grande città di circondario" (Große kreisangehörige Stadt).